# 1575년

## 연호
- 명(明) 만력(萬曆) 3년
- 일본(日本) 덴쇼(天正) 3년
- 후 레 왕조(後黎朝) 자타이(嘉泰) 3년
- 막 왕조(莫朝) 숭캉(崇康) 8년

## 기년
- 류큐(琉球) 쇼에이왕(尚永王) 3년
- 명(明) 신종 만력제(神宗 萬曆帝) 3년
- 조선(朝鮮) 선조(宣祖) 8년
- 후 레 왕조(後黎朝) 세종(世宗) 3년
- 막 왕조(莫朝) 막머우헙(莫茂洽) 11년

## 사건
- 동서분당 - 사림(士林)파가 서인과 동인으로 분열하여 조선 붕당정치가 시작됨
- 을해당론 - 율곡 이이가 동서분당을 막고자 노력했으나 실패함.

## 탄생
- 6월 4일 - 조선의 제15대 국왕 광해군. (~1641년)

### 미상
- 독일의 천문학자 크리스토프 샤이너. (~1650년)
- 조선의 문신 서경수. (~1646년)

## 사망
- 2월 22일 - 조선 13대 국왕 명종의 정비 인순왕후. (1532년~)